# سیارک ۸۳۰۱
سیارک ۸۳۰۱ (به انگلیسی: 8301 Haseyuji، نامگذاری:1995BG2) هشت هزار و سیصد و یکمین سیارک کشف شده‌است که در ۳۰ ژانویه ۱۹۹۵ کشف شد.
قدر مطلق سیارک برابر ۱۴٫۶ است.